# もぐささん
『もぐささん』は、大竹利朋による日本の漫画作品。『となりのヤングジャンプ』（集英社）にて、2013年12月19日から2014年2月13日まで連載された。その後本誌の『週刊ヤングジャンプ』に掲載誌を移し2014年19号から2016年6・7合併号まで連載。続編として『もぐささんは食欲と闘う』（もぐささんはしょくよくとたたかう）として2016年31号から連載。話数カウントは「第○話」。基本的に『もぐささん』では「○○ともぐささん」、『食欲と闘う』では「もぐささんvs（バーサス）○○」の副題がつく。

## あらすじ

### もぐささん
小口食堂の息子小口虎雄は、偶然店に来た同級生百草みのりの食い意地を知ってしまう。彼女の美味しそうに食べる姿を見た小口は、次第に彼女の事が気になって、彼女が食べる姿を追いかけるようになる。 彼女の食事を見る中、彼女のとんでもない食事の仕方や食い意地に惹かれていく小口。2人の関係は少しずつと仲良くなる中、夏祭りの時に勇気を振り絞った小口の言動でさらに関係が変わる2人。後に百草と小口は食べ友となり、色々な店に出回り食を堪能していく。
ある日、小口は学級委員長の平ちぐみから、百草とちぐみの仲を取り持つように言われる。ちぐみももぐさの食べる姿に興味を持っているが…。

### もぐささんは食欲と闘う
栃木から東京の大学に進学したみのり。同学年の水戸忍や島原まりとの出会いや、グルメサークル「くいしんぼう」入部、京都で料理修行をする小口との遠距離恋愛など、様々な体験をする。

## 登場人物
百草 みのり（もぐさ みのり）
本作の主人公兼ヒロイン。一見地味で控え目な性格だが、実は非常に食い意地が張っている女の子。食べる時はとても幸せそうで、小口曰く「周りの人を幸せにする食べ方」。
ありとあらゆるところに食べ物を隠しており、人に気付かれないよう食べる「ステルス食い」が得意。授業中の筆記音に紛れてプレッツェルをかじる、飴を頬骨に四つ挟んでこっそり舐める、辞書にドカ弁を隠す、チョコ菓子を指に隠してリボルバーのように装填しながら食べる等、食べ方はバラエティに富んでいる。しかし本人はその食い意地を恥ずかしがっており、人前で食べる時は出来る限り抑えているのだが、言動のあちこちでボロが出てしまう。
腹の音は掃除機レベルの騒音であり、楽しみにしていた弁当を忘れた時には呪詛のような音になっていた。口はご飯を二膳ほおばれるくらいの容量があり、ハンバーグ等の焼き料理の音を聞くと大量の涎が垂れてしまう。運動は苦手であるが、マラソンの授業では信号機や標識などを食べ物に見立てて気を紛らわすことで乗り越えていた。
本が好きで図書館でよく読んでいる。図書委員も担当しており、委員の仕事中は食べ物を口に入れる事は無い。家族は両親のほかに妹が居り、タイショーという大型犬を飼っている。妹の扱いに長けているだけでなく癖にもなっているのか、無意識に他人（おもに小口）に世話を焼く事がある。そして妹を利用して縁日を楽しむ等、意外にしたたかでもある。
夏祭りの時にまたも自分の食い意地が原因で自身に卑下をするも、勇気をだした小口の発言によって安心する。
後に小口とは食べ友となり色々な店に出回る。更に、終盤で小口の告白を受け入れ、恋人になる。
高校卒業後は東京の大学に進学する。
小口 虎雄（こぐち トラオ）
本作準主人公。実家が食堂を営んでいる男子。
周囲から「草食系」と評される、大人しく自己主張の少ない性格。実家の食堂で百草みのりの食べる姿を見てから彼女の事が気になっている。
大人しいが決して消極的ではなく、百草に告白まがいの発言をしたり、彼女の秘密を守るために二階から飛び降りる等、意外な行動力がある。また、彼女の反応を面白がってよくからかって攻めるなど意外と意地悪な一面もある。百草の食い意地に感情移入する時があり、彼女と一緒になって喜んだりする事もある。恋愛面では奥手なようで、百草を意識して汗だくになる事も。平に好意を指摘されてからはまともに話もできなくなり、行動が挙動不審になってしまうようになった。百草に対する自分の行動がストーカーじみている事に内心傷ついている。
洞察力が高く、百草のステルス食いや、平のわずかな挙動を見抜いている。食堂の手伝いをしているためか料理上手で、調理実習では手際よくハンバーグを作っていた。また、実家の関係で交友関係は意外と広い。意外に器用であり、縁日のスーパーボール掬いではポイのスペックを無視するほどのボールを掬い取っていた。
夏祭りに食い意地が張ってるのを卑下してる百草に食べてるところが好きと発言し、後に食べ友となる。
食べ友になって百草との関係も少し進展したなか、百草の連絡先を聞きそびれてしまう。1回食事に誘ったきり2週間も経ってしまうが、家の前で百草とその妹うみと、鉢合わせになり2度目の食事を誘われる。
後に百草に連絡先を交換し、メールのやり取りをする仲に至る。更に、終盤で百草に告白し、恋人になる。
高校卒業後は京都の料亭に料理修行に出る。
平 ちぐみ（たいら ちぐみ）
百草と小口のクラスメイトで学級委員長。正義感が強く融通の利かない性格であり、男女問わずきつい物言いをしてしまう。
しかしその実態は極度の偏食家であり、百草とは逆ベクトルの食い意地を張る少女である。嫌いな物より食べられる物を数えた方が早いほどで、朝食はほとんどグミのみで過ごしているようである。
意地っ張りな面があり、嫌いな食べ物と直面した場合、口の中に隠してやり通し、後ほどイチゴ牛乳やコーヒー牛乳で流し込む荒業で処理している。コーヒー牛乳を愛飲するのは曰く、「コーヒー牛乳はありとあらゆる味を帳消しにできる飲み物だから」。そのせいで幼少期はクラスメイトに常に何かを怒っているように思われていたらしい。鞄の中はグミとコーヒー牛乳で占められている。
「乳飲料」のコーヒー牛乳は飲めるが、「コーヒー飲料」の缶コーヒーは飲めない。
食に関して自分とは正反対である百草に興味を示しており、自分の秘密を知った小口を通して近づこうとしている。彼女に触発されて嫌いな物を克服しようとしているが、ほとんど失敗に終わっている。それでも距離は少しずつ近づいているようで、百草からは「ぐみちゃん」と呼ばれた時は感激していた。
佐野 夏季(さの なつき)
小口の友人。常にハイテンションで、よくチキンフライを齧っている。
女好きかつチャラチャラした性格で、かなりのおしゃべり。何でもない事でも自慢げに話すため、よく小口に呆れられている。部活に入っているようだが体力は無く、マラソンの授業では五分でばてていた。学校の連絡を全く見聞きしないので情報が常に遅れている。
足利 藤子(あしかが とうこ)
百草の友人。バレー部のエースで運動神経抜群。バームクーヘンが好き。
百草が高校で最初に友達になった女の子で、明るく社交的な性格をしている。百草経由で小口と佐野とも仲良くなり、よく四人で行動するようになった。
多部 千代子（たべ ちよこ）
百草の小学校時代の同級生で食のライバル。百草と勝るとも劣らぬ大食い。
雨宮 たまこ（あまみや たまこ）
百草の下級生（1年C組）で新聞部所属。人の秘密（ゴシップ）を暴くことと黒飴が大好き。
百草 うみ（もぐさ うみ）
百草の妹で小学生。髪をポニーテールにしている。
姉・みのりと違って活動的な性格をしており、アニメ・コマクマが好き。みのりが好きで、みのりが弁当を間違えてしまった時はみのりの学校に届けに行き、校長と交渉して一緒に昼食を食べていた。天真爛漫な性格をみのりに利用される事もある。
小口の母
サザエさん風の髪型をした食堂の女将。気さくでおしゃべりな性格をしており、息子・虎雄とは正反対。
人にごり押しでおかわりをすすめる上に、その盛り方がマンガ盛りの超超特盛りなため、常連からは親しみを込めて「おかわりどですかBBA」と呼ばれている。百草のおかわりしたい心境を見抜き、また彼女の羞恥心も理解するなど洞察力もある。
小口の父
職人気質の料理人。得意料理は「爆盛り唐揚げ」。
百草 まい子（もぐさ まいこ）
みのり、うみの母。スーパーやデパートの試食販売員をしている。非常に手際が良い。
タイショー
百草家で飼われてる犬。みのりたちの気持ちが分かる。一人称は「吾輩」で、二人称は「○○殿」。
足利 市子（あしかが いちこ）
藤子の姉。社会人。貧乳。
沢山 くいな（さわやま くいな）
プロフードファイターで、多部の幼馴染。超高級焼肉店「肉女王」オーナー。

### 「食欲と闘う」からの登場人物
水戸 忍（みと しのぶ）
百草と同じ大学に通う、茨城県出身の大学1年生。元ヤンキー。グルメサークル「くいしんぼう」の細井のことが好き。
島原 まり（しまばら まり）
百草と同じ大学の、国際文化学科の1年生。バナナを「バナヌ」と発音し、ナイフとフォークで食べるほどのお嬢様。
神下（かみした）
百草たちの先輩で「くいしんぼう」幹事長。「食は挑戦」が信条で、「ソフトクリームに唐揚げを乗せる」「カレーにコーラを入れる」など、あらゆるゲテモノ料理に挑戦する。部内きってのイケメンで、恋愛経験も豊富だが、大抵は彼女の手料理をゲテモノ料理にして破局している。
百草に恋人になるように告げるが、百草は小口と付き合っていることを理由に断っている。
細井（ほそい）
「くいしんぼう」メンバー。細身でメガネをかけている。

## 書誌情報
特記のない限り著者は大竹利朋、発行は全て集英社のヤングジャンプ・コミックスより。
- 『もぐささん』 全10巻
  1. 2014年4月23日発行（4月18日発売[集 1]）、ISBN 978-4-08-879839-4
  2. 2014年7月23日発行（7月18日発売[集 2]）、ISBN 978-4-08-879866-0
  3. 2014年10月22日発行（10月17日発売[集 3]）、ISBN 978-4-08-890026-1
  4. 2015年1月24日発行（1月19日発売[集 4]）、ISBN 978-4-08-890102-2
  5. 2015年4月22日発行（4月17日発売[集 5]）、ISBN 978-4-08-890145-9
  6. 2015年7月22日発行（7月17日発売[集 6]）、ISBN 978-4-08-890226-5
  7. 2015年10月24日発行（10月19日発売[集 7]）、ISBN 978-4-08-890271-5
  8. 2016年2月24日発行（2月19日発売[集 8]）、ISBN 978-4-08-890346-0
  9. 2016年4月24日発行（4月19日発売[集 9]）、ISBN 978-4-08-890394-1
  10. 2016年5月24日発行（5月19日発売[集 10]）、ISBN 978-4-08-890438-2
- 『もぐささんは食欲と闘う』 全5巻
  1. 2016年10月24日発行（10月19日発売[集 11]）、ISBN 978-4-08-890496-2
  2. 2017年1月24日発行（1月19日発売[集 12]）、ISBN 978-4-08-890574-7
  3. 2017年4月24日発行（4月19日発売[集 13]）、ISBN 978-4-08-890626-3
  4. 2017年7月24日発行（7月19日発売[集 14]）、ISBN 978-4-08-890706-2
  5. 2017年9月24日発行（9月19日発売[集 15]）、ISBN 978-4-08-890744-4